# Румчерод
Румчерод — Центральный исполнительный комитет Советов Румынского фронта, Черноморского флота и Одессы, контролировавший или претендовавший на контроль над Херсонской, Бессарабской, Таврической, частью Подольской и Волынской губерний бывшей Российской империи.

## История

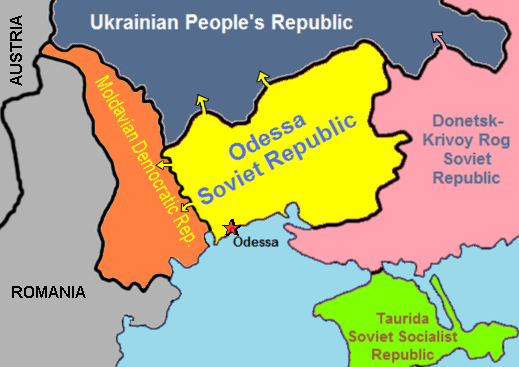
Одесская Советская Республика, на 1 марта 1918 года.

Румчерод был избран на 1-м фронтовом и областном съезде Советов 10—27 мая (23 мая — 9 июня) 1917 года в Одессе, председателем исполкома стал правый эсер И. Н. Лордкипанидзе. Большинство в первом созыве Румчерода составляли эсеры и меньшевики, враждебно встретившие Октябрьскую революцию. По указанию Н. В. Крыленко от 3 (16) декабря 1917 года 1-й созыв Румчерода был распущен. 2-й фронтовой и областной съезд Советов в Одессе 10—23 декабря 1917 (23 декабря 1917 — 5 января 1918) признал Советскую власть и избрал новый состав Румчерода из 180 человек. В новый созыв вошли 70 большевиков, 55 левых эсеров, 23 представителя крестьянских организаций и 32 представителя от других фракций. Председателем Румчерода стал Владимир Григорьевич Юдовский. Печатным органом Румчерода была газета «Голос революции», выходившая с июля 1917 года по март 1918 года. Она была закрыта при австро-германской оккупации.
Румчерод сыграл большую роль в установлении Советской власти в декабре 1917 — январе 1918 гг. на юго-западной Украине и в Молдавии. В январе — марте 1918 Румчерод возглавлял борьбу против румынских войск и австро-германских оккупантов, совместно с коллегией Совета народных комиссаров Советской России вёл переговоры с румынским правительством, завершившиеся договором об урегулировании советско-румынского вооружённого конфликта, который был подписан 5 марта румынской и 9 марта — советской сторонами. Соглашение состояло из девяти пунктов, среди которых, в частности, были следующие:
- Румыния обязуется вывести свои войска из Бессарабии в течение двух месяцев;
- румынское командование отказывается от арестов и вообще от исполнения каких-либо правовых или административных функций, относящихся к полномочиям избираемых местных властей;
- Румыния обязуется не предпринимать никаких военных, враждебных или иных действий против Советской России.

С советской стороны соглашение подписали Х. Раковский, М. Брашеван, В. Г. Юдовский и М. Муравьёв, а с румынской — министр иностранных дел и председатель совета министров А. Авереску. Однако этому соглашению не суждено было вступить в силу. В ходе дальнейших боевых действий советским войскам пришлось отступить, а румынское правительство, как оказалось, 5 марта одновременно подписало договор с Австро-Венгрией и Германией, одним из условий которого была передача Бессарабии Румынии.
В марте 1918 года, после начала австро-германской оккупации, Румчерод был эвакуирован в Николаев, затем в Ростов-на-Дону и в апреле — в Ейск. В мае 1918 года деятельность Румчерода была прекращена.